# أرخبيل باكو
أرخبيل باكو (بالأذرية: Bakı arxipelaqı) هو مجموعة جزر ساحلية في بحر قزوين، قريبة من مدينة باكو عاصمة أذربيجان. والمياه المحيطة بها هي مياه ضحلة.
لهذه الجزر أسماء أذرية وأسماء روسية ترجع إلى أول رسم طبوغرافي حديث لبحر قزوين للجغرافي الروسي فيدور سويمونوف في القرن الثامن عشر.
يتكون الأرخبيل من جزر متجاورة.
الجزر داخل خليج باكو هي:
- جزيرة نارجين أو بويوك زيرا
- جزيرة كوم أو بيشانيي
- جزيرة فولف أو داش زيرا
- جزيرة تافا أو بليتا

جزر خارج الخليج وهي منفصلة عن المجموعة الرئيسية:
- تشيلوف أو جيلوف
- سانغي موغان أو سفينوي
- زانبيل أو دوفاني
- تشيكيل أو أوبليفنوي
- كاراسو أو لوس
- إكسارا زيرا أو بولا
- جزيرة كوتان وجزيرة بابوري (جزر بودفودنيي)
- أدسيز أدا أو بيزيميانيي
- جيل أو غيليانيي
- كورا أو كورينسكي
- جزيرة صخرة كورا أو كورينسكي كامن

## البيئة
دمرت البيئة النباتية في جزر الأرخبيل بسبب التلوث الذي تحدثه آبار النفط في الخليج، لذلك فإن الجزر مجردة من النباتات.
في السابق شكل الأرخبيل نظاما بيئيا مثاليا لبحر قزوين.
ما زالت أسماك الحفش موجودة في المياه التي لم تلوث.
بعض الطيور تزور خليج باكو مثل طيور الحذف الشتوي وطيورس نورس هيرنغ والغطاس، حيث تجد مأوى في هذه الجزر غير المأهولة والخالية إلا من مشآت استخراج الغاز أو الفنارات.
توجد محطة قياس آلي للتلوث المائي في جزيرة سفينوي.